# Cantonul Cérilly
Cantonul Cérilly este un canton din arondismentul Montluçon, departamentul Aisne, regiunea Auvergne, Franța.

## Comune
- Ainay-le-Château
- Braize
- Cérilly (reședință)
- Isle-et-Bardais
- Lételon
- Meaulne
- Saint-Bonnet-Tronçais
- Theneuille
- Urçay
- Valigny
- Le Vilhain
- Vitray